# 色温度
色温度（いろおんど、しきおんど、英語：color temperature）とは、ある光源が発している光の色を定量的な数値で表現する尺度（単位）である。単位には熱力学的温度の K（ケルビン） を用いる。

## 概要
色温度は、表現しようとする光の色をある温度（高熱）の黒体から放射される光の色と対応させ、その時の黒体の温度をもって色温度とするものである。
全ての物質は、その温度によってさまざまな波長の光を放射している。これを熱放射という。その色合いは、物質ごと、温度ごとに異なる。熱放射は、常温では弱いが、たとえば、鉄などの金属を加熱すると、目視できる程の光を発するようになる。最初はオレンジ色であり、温度が上がるにつれて、だんだん白く、より明るく輝くように見える。

## 色温度の単位
理想的な黒体を想定すると、ある温度において黒体が放射する光の波長の分布を導き出すことができる。温度が低い時は暗いオレンジ色であり、温度が高くなるにつれて黄色みを帯びた白になり、さらに高くなると青みがかった白に近くなる。このように、白という色を黒体の温度で表現することができ、この温度を色温度と呼ぶ。

Increasing hues of the Planckian locus

（このカラーチャートは概略図であり、特に物体を特定して色温度を計算したものではない。理論式については プランクの法則 を参照のこと。）
昼間の太陽光線は 5000 - 6000 K であり、朝日や夕日の色温度はおおむね 2000 K である。澄み切った高原の空の正午の太陽の光はおおよそ 6500 K といわれる。これらは、完全な白と比べればかなり黄色っぽい。実際に物体を照らす光には天空光（直射日光以外の光）の青色がかなり色みに影響しており、6500 K よりも高い色温度では「白」く感じられる。

## 色の再現性
写真やテレビ、パソコンのモニタ（ディスプレイ）などでは、色温度は色の正確な再現のために重要である。
写真では、スタジオ撮影のライト（写真・映画用タングステンランプ）が 3200 K、太陽光線が 5500 K と想定されており、フィルム（長露光用のタングステンタイプと短露光用のデイライトタイプ）はこの色温度の照明下で最適な色再現ができるよう作られている。
色彩工学ではCIE標準の光D65が現在の事実上の標準であり、これは色温度 6500 K である。アメリカのカラーテレビ(NTSC)では色温度基準は 6500 K で、日本のテレビ (NTSC-J) の色温度基準は 9300 K であり、かなり青みがかっている。
パソコンのモニタは 9300 K が主流だが、極端な廉価品を除き、6500 K（sRGBモード）と5000 K に変更できるため、グラフィックデザインや映像制作などの都合で適切な色温度を選べる。また、鋭く青白い 9300 K の設定から温和な 6500 K や 5000 K に変えることで作業者の疲労感（ストレス）が和らぎ、色彩についての正確さが厳しく要求されない場面でもこの機能は有用である。また、ソフトウェアでもパソコンの色温度が調整できる。

## 色温度と視覚
人間の視覚における色の認識と色温度とは比例関係にない。そのため、人の感じ方により近い表現として、色温度の逆数である逆色温度を使う方法がある。逆色温度はケルビンの逆数の K−1（毎ケルビン）ではなく、その値を100万倍したミレッド (M) または毎メガケルビン (MK−1) を使う（呼び名は違うが大きさは同じ単位である）。
屋内照明として広く利用されている蛍光灯は主に「電球色」「温白色」「白色」「昼白色」「昼光色」に分類されており、順に約3000 K、3500 K、4200 K、5000 K、6500 Kである。これらは、それぞれ 333 MK−1、286 MK−1、238 MK−1、200 MK−1、154 MK−1 となり、全て差が 40–50 MK−1 前後になり、色の変化が一定に感じられる。色温度が高い側の間隔が広く、その中間の色温度の蛍光灯があまりないのはこのためである。前記のうち、現在は「電球色」「昼白色」「昼光色」が一般に販売されており、LED照明もこれに準じている。